# Athripsodes asanus
Athripsodes asanus är en nattsländeart som först beskrevs av Martin E. Mosely 1939.  Athripsodes asanus ingår i släktet Athripsodes och familjen långhornssländor. Inga underarter finns listade i Catalogue of Life.